# Giovanni Parisi
Giovanni Parisi (* 2. Dezember 1967 in Vibo Valentia; † 25. März 2009 in Voghera) war ein italienischer Boxer und WBO-Weltmeister im Leichtgewicht und Halbweltergewicht.
Als Amateur gewann er bei den Olympischen Spielen 1988 die Goldmedaille im Federgewicht.

## Amateurkarriere
Giovanni Parisi wurde 1986 Italienischer Meister im Federgewicht und in dieser Gewichtsklasse auch Olympiasieger 1988 in Seoul. Er hatte dabei Lu Chih-hsiung, Michail Kazarian, Ya'acov Shmuel, Abdelhak Achik und Daniel Dumitrescu besiegt, wobei er die beiden letzten Kämpfe jeweils in der ersten Runde vorzeitig gewann.
Weiters war er Teilnehmer der Junioren-Weltmeisterschaften 1985, der Mittelmeerspiele 1987 und der Europameisterschaften 1987.

## Profikarriere
Parisi bestritt seinen ersten Profikampf im Februar 1989 und erzielte bis zu seiner ersten WM-Chance eine Bilanz von 21 Siegen und 1 Niederlage, wobei er unter anderem im Januar 1990 den dreifachen WM-Herausforderer Roberto Rubaldino schlagen konnte. Im September 1991 wurde er mit einem Sieg gegen Stefano Cassi Italienischer Meister im Leichtgewicht. Seine bis dahin einzige Niederlage erlitt er im November 1990 gegen den ehemaligen IBF-Weltmeister Antonio Rivera. 
Am 25. September 1992 boxte er um den vakanten WBO-Weltmeistertitel im Leichtgewicht und siegte durch TKO in der zehnten Runde gegen den Mexikaner Francisco Javier Altamirano. 1993 verteidigte er den Titel jeweils einstimmig gegen den Briten Michael Ayers und in einem Rückkampf gegen Antonio Rivera.
Danach wechselte er in das Halbweltergewicht und legte dafür seinen WM-Gürtel nieder. Durch drei Siege, darunter gegen den ehemaligen IBF-Weltmeister Freddie Pendleton, erkämpfte er sich eine erneute WM-Chance um den WBC-Gürtel der Gewichtsklasse. Diesen Kampf verlor er jedoch am 8. April 1995 einstimmig gegen Julio César Chávez.
Nach zwei Aufbausiegen gewann er am 9. März 1996 erneut den WBO-Titel, als ihm ein Sieg durch TKO in der achten Runde gegen Sammy Fuentes gelungen war. Im Anschluss verteidigte er den Titel jeweils gegen Carlos González, Sergio Rey, Harold Miller, Nigel Wenton und José Berdonce, ehe er den Gürtel am 29. Mai 1998 im Rückkampf an González verlor.
Einen letzten WM-Kampf, um den WBO-Titel im Weltergewicht, verlor er am 29. Juli 2000 gegen Daniel Santos. In den folgenden sechs Jahren bestritt er nur noch vier Kämpfe, im letzten davon verlor er am 8. Oktober 2006 gegen Frederic Klose beim Kampf um den Europatitel der EBU.

## Tod
Am 25. März 2009 kam Parisi bei Voghera, wo er seit langem lebte, bei einem Autounfall ums Leben, als sein Wagen frontal mit einem LKW zusammenprallte. Parisi war auf der Stelle tot.